# Imzouren
Imzouren (Zentralatlas-Tamazight ⵉⵎⵣⵓⵔⴻⵏ, arabisch إمزورن) ist eine Stadt im Norden Marokkos mit etwa 35.000 Einwohnern. Sie ist die Nachbarstadt der Provinzhauptstadt Al Hoceïma in der Region Tanger-Tétouan-Al Hoceïma.

## Lage und Klima
Imzouren liegt im östlichen Rifgebirge nahe der Mittelmeerküste Marokkos gut 19 km (Fahrtstrecke) südöstlich von Al Hoceïma in einer Höhe von ca. 130 m. Das Klima ist gemäßigt bis warm; der eher spärliche Regen (ca. 290 mm/Jahr) fällt hauptsächlich im Winterhalbjahr.

## Bevölkerung
| Jahr      | 1994   | 2004   | 2014   | 2024   |
| Einwohner | 25.547 | 26.575 | 33.852 | 34.848 |

Die Einwohner der Stadt sind überwiegend berberischer Abstammung; die meisten sind gegen Ende der Protektoratszeit und nach der Unabhängigkeit Marokkos (1956) aus den Dörfern des Rifgebirges zugewandert. Gesprochen wird Tarifit und Marokkanisches Arabisch.

## Wirtschaft
Das Umland von Imzouren ist landwirtschaftlich geprägt; neben der Feldwirtschaft spielt auch die Viehzucht (Schafe, Ziegen) eine wichtige Rolle. Ca. 5 km nördlich der Stadt befindet sich der auch für Al Hoceïma wichtige Aeroport Cherif Al Idrissi.

## Geschichte

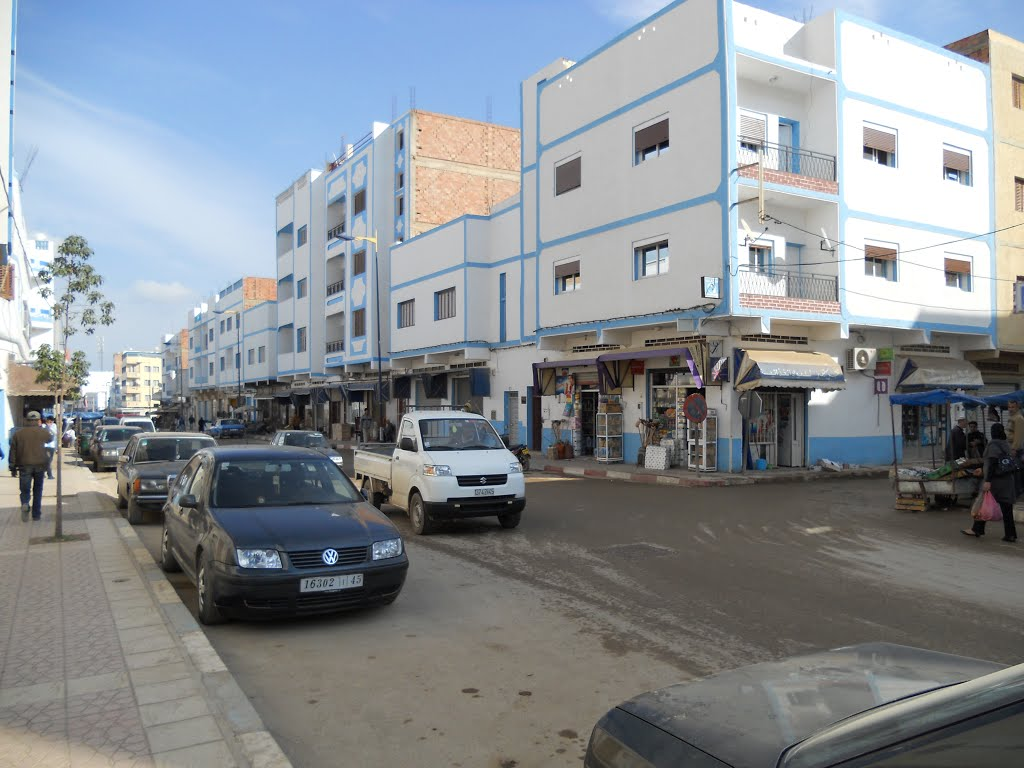
Straße in Imzouren

Imzouren entstand um 1930 als Siedlung des nomadisierenden Berberstammes der Aït Ouaryaghel; der Ort gehörte zum spanischen Protektoratsgebiet im Norden Marokkos. Nach der Unabhängigkeit des Landes (1956) erlebte der Ort einen enormen Bevölkerungsschub. Am 24. Februar 2004 erschütterte ein Erdbeben weite Teile der Provinz Al Hoceïma; auch in Imzouren wurden viele Häuser zerstört; es gab Tote und Verletzte.

## Sehenswürdigkeiten
Die weitgehend neue Stadt hat keine historisch oder kulturell bedeutsamen Sehenswürdigkeiten.